# Bethany Antonia
Pour les articles homonymes, voir Antonia.
Bethany Antonia, née le 25 décembre 1997 à Birmingham (Royaume-Uni), est une actrice britannique. Elle est connue pour ses rôles dans les séries télévisées Les Justicières et Ne t'éloigne pas, et depuis 2022 elle joue un des rôles principaux dans House of the Dragon, série dérivée de Game of Thrones.

## Biographie
Bethany Antonia naît le 25 décembre 1997 à Birmingham. 
Elle obtient son premier rôle au cinéma en 2017 dans Pin Cushion. 
Elle joue un des rôles principaux dans la série Les Justicières (Get Even) en 2020, puis l'année suivante dans Ne t'éloigne pas (Stay Close).
En 2022 elle joue dans la pièce de théâtre Lava au Soho Theatre (en). 
Depuis 2022, elle interprète le rôle de Baela Targaryen, la fille ainée du prince Daemon (Matt Smith), dans la série House of the Dragon,.

### Vie privée
Répondant à un message à caractère raciste sur un réseau social, elle déclare à cette occasion son homosexualité,.

## Théâtre
- 2013 : Peter Pan: The Never Ending Story (nl), mise en scène par Geert Allaert et Luc Petit (Utilita Arena Birmingham) : enfant perdu
- 2022 : Lava, mise en scène par Angharad Jones et Laura Ford (Soho Theatre (en)) : Rachel

## Filmographie

### Cinéma
- 2017 : Pin Cushion de Deborah Haywood : Chelsea
- 2021 : There's Always Hope de Tim Lewiston : Pen
- 2023 : Le Lapin de velours (The Velveteen Rabbit) de Jennifer Perrott et Rick Thiele (court métrage) : Lapine (voix)

### Télévision
- 2017 : Doctors : Jade Okonjo (saison 18, épisode 149)
- 2018 : Stath Lets Flats (en) : Leanne (1 épisode)
- 2020 : Les Justicières (Get Even) : Margot (10 épisodes)
- 2021 : Ne t'éloigne pas  (Stay Close) (mini-série) : Kayleigh Shaw (8 épisodes)
- 2022-2024 : House of the Dragon : Lady Baela Targaryen (9 épisodes)
- 2023 : Nolly (en) (mini-série) : Poppy Ngomo (3 épisodes)
- 2024 : Sense and Sensibility (en) de Roger M. Bobb (en) (téléfilm) : Marianne